# Első acentejói csata

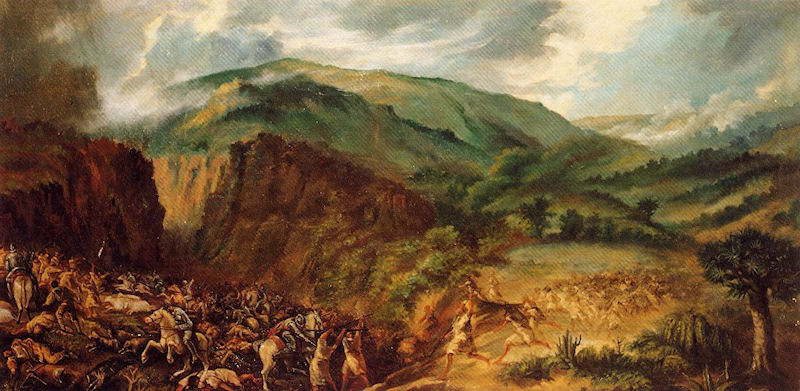
Gumersindo Robayna: Acentejói csata

Az első acentejói csatát 1494. május 31-én vívták Tenerife szigetén az őslakó guancsok a sziget meghódítására törő spanyolok ellen. A kezdetleges fegyverekkel felszerelt bennszülöttek nagy győzelmét hozta, de egy jobban felszerelt, harcedzett spanyol sereggel szemben néhány hónappal később már alulmaradtak, és a sziget végül a Kasztíliai Királyság részévé vált.

## Az előkészületek
A spanyol csapatokat Alonso Fernández de Lugo vezette, aki a katonai kormányzó (adelantado) címet viselte, és Tenerife meghódításának finanszírozására a saját javait adta el. Misszionáriusok már korábban elkezdték a tenerifei guancsok megtérítését. A sziget guancs királyságainak (menceyato) egy része barátságos volt a spanyolokhoz, mint Guimar, Abona, Adeje és később Anaga. Ezekre a spanyolok a bandos de paz kifejezést használták.
Fernández de Lugo Añazónál szállt partra április végén, a mai Santa Cruz de Tenerife közelében és megerősített tábort épített el Real de Santa Cruz néven. A sziget belseje felé haladva Fernández de Lugo megerősítette a barátságot a bandos de paz csoporttal és igyekezett hasonló viszonyt kialakítani a többi királysággal, köztük Taoróval. Ennek uralkodója, Bencomo azonban elutasította a közeledést, és Kasztília-ellenes szövetséget kovácsolt Tacoronte, Tegueste, Daute és Icod királyságok részvételével.

## A csata
A háború során Fernández de Lugo serege az acentejói régió felé tartva áthaladt a mai San Cristóbal de La Laguna város területén. A kasztíliaiak óriási hibát követtek el, amikor úgy döntöttek, hogy a Barranco de San Antonio (guancsul Farfan) szakadékban haladnak tovább. Páncéljuk, pajzsaik és puskáik nagy technológiai fölényt biztosítottak a spanyoloknak. A meztelenül, kövekkel és keményített falándzsákkal a magasból harcoló guancsok mégis előnybe kerültek ezen a terepen. A spanyolok az emelkedőket borító sűrű fás bozót miatt nem tudtak manőverezni a lovaikkal. A 3300 főből álló, Bencomo és féltestvére, Tinguaro vezette guancsok előnyt kovácsoltak helyismeretükből. Miközben Tinguaro 300 emberével megtámadta a spanyolok előcsapatát, Bencomo 3000 fős csapata hátulról támadt és szétszórta az európaiak hátvédjét.
Állítólag a csatában minden öt spanyol katonából csak egy maradt életben, vagyis az eredeti 1120 fős csapatból 900-1000 ember elesett. Fernández de Lugo közkatonának álcázva magát menekült meg mintegy 200 emberrel együtt, akiket az őslakók addig üldöztek, míg hajóra nem szálltak Añazónál, ahonnan visszatértek Gran Canaria szigetére. Az adelantado itt új sereget szervezett, amelynek az élén az aguerei csatát, a második acentejói csatát és egyéb, kisebb összecsapásokat követően végül mégis meghódította Tenerifét.
A csata színhelyén épült város neve La Matanza de Acentejo ("az Acentejói Mészárlás"), ahol egy falfestmény örökíti meg a spanyol győzelem emlékét.
Az atlanti-óceáni spanyol terjeszkedés folyamán az acentejói volt a legnagyobb vérveszteséggel járó csata.

## Fordítás
Ez a szócikk részben vagy egészben  a   First Battle of Acentejo című angol Wikipédia-szócikk ezen változatának fordításán alapul.  Az eredeti cikk szerkesztőit annak laptörténete sorolja fel. Ez a jelzés csupán a megfogalmazás eredetét és a szerzői jogokat jelzi, nem szolgál a cikkben szereplő információk forrásmegjelöléseként.